# 딩글리

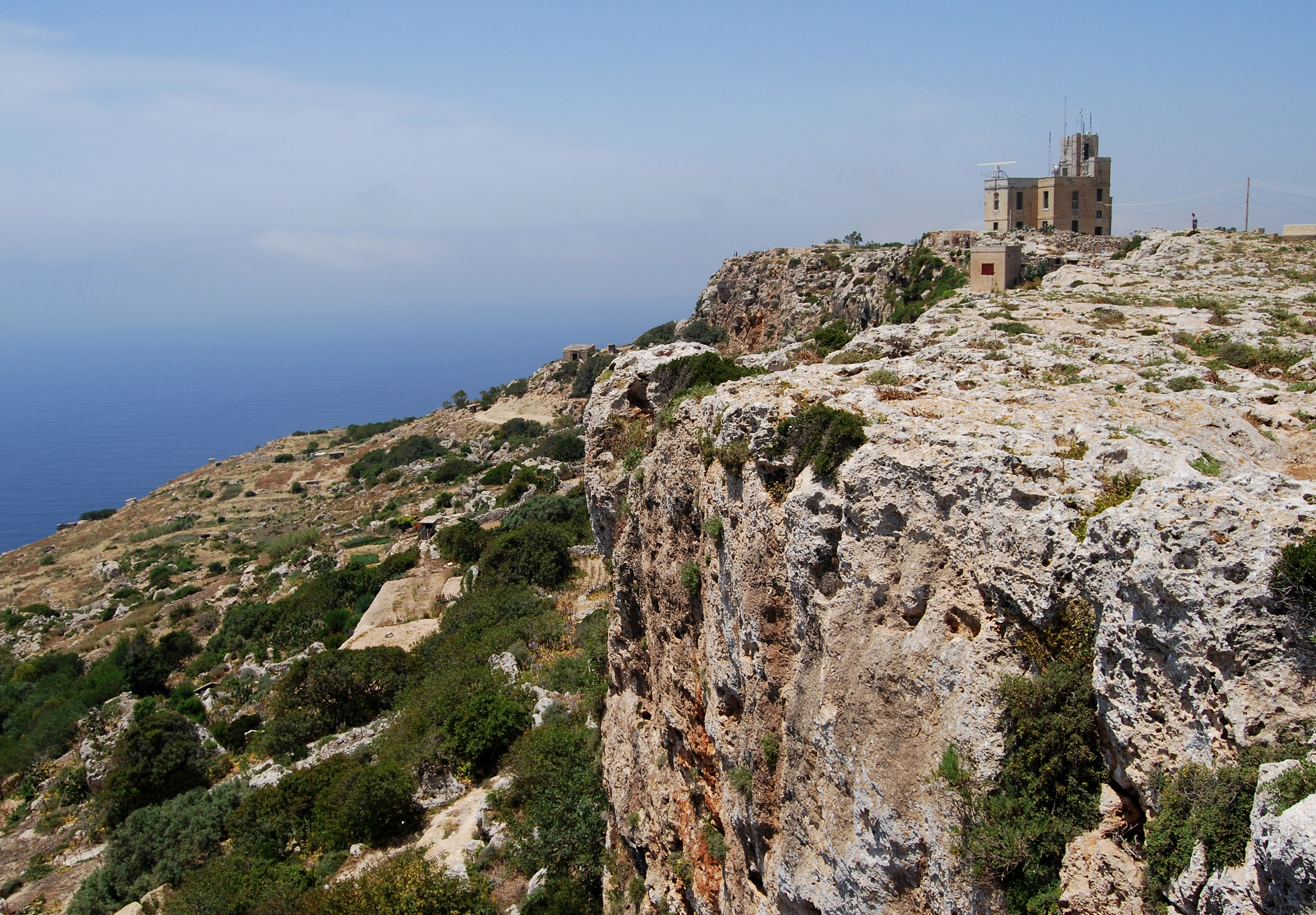
딩글리에 있는 절벽의 모습

딩글리의 위치

딩글리(몰타어: Dingli)는 몰타 서부 연안에 위치한 도시로 면적은 5.7km2, 인구는 3,347명(2005년 11월 기준), 인구 밀도는 590명/km2이다.
도시 이름은 16세기 잉글랜드의 기사이자 로마 가톨릭교회 순교자인 토머스 딩글리(Thomas Dingley)가 이 곳을 자신의 영지로 삼았던 데서 유래된 이름이다. 수도 발레타에서 13km, 라바트에서 2km 정도 떨어진 곳에 위치하며 몰타의 최고점인 고원 지대(높이 253m)가 있다.

시기
시 문장